# Taraxacum selenoides
Taraxacum selenoides — вид квіткових рослин з родини айстрових (Asteraceae). Вид зростає в Європі: Франція, Німеччина, Польща; це багаторічна рослина помірних біомів.